# 算盤棋
算盤棋，是中國流傳的兩人傳統棋類，規則各地略有不同，有跳達型、跳吃型、打子型。

## 棋具
- 二五珠算盤。

## 棋規

### 跳達型
- 一位玩家使用上樑，另一位玩家使用下梁。
- 初始佈置為一側的上樑五檔各一珠撥珠靠梁，另一側的下梁五檔各一珠撥珠靠梁。
- 棋珠可疊在己方算珠之上。上梁最多疊兩珠，下梁最多疊五珠。
- 每方回合選擇兩種動作之一，撥動己方一珠朝對側移動。
  - 若前方鄰檔無敵方算珠靠梁，則能移動至該檔。
  - 跳過有敵方算珠靠梁的全部前方檔，至第一個沒有敵方算珠靠梁的檔。

- 以五珠抵達對側五檔為勝。[2]

### 打子型
- 一位玩家使用上樑，另一位玩家使用下梁。
- 初始佈置為一側的上樑五檔各兩珠撥珠靠梁，另一側的下梁五檔各兩珠撥珠靠梁。
- 棋珠可疊在己方算珠之上。上下梁最多疊兩珠。
- 每方回合選擇兩種動作之一，撥動己方一珠朝對側移動。
  - 若前方鄰檔僅有一枚或無敵方算珠靠梁，則能移動至該檔。若有兩枚敵方算珠，則將該珠離梁，移回該方最側一檔。
- 以十珠抵達對側五檔為勝。[3]